# Katedra Świętego Pawła w Vigan
Katedra Świętego Pawła w Vigan – świątynia Kościoła katolickiego na Filipinach, główny kościół archidiecezji Nueva Segovia.

## Historia
W 1790 rozpoczęto budowę nowego, barokowego kościoła w miejsce wcześniejszego z 1641. Ukończono ją w 1800. Nowy kościół od razu stał się katedrą diecezji Nueva Segovia.
29 czerwca 1951 papież Pius XII podniósł diecezję do rangi archidiecezji, w związku z czym świątynia stała się archikatedrą metropolitalną.
W 1999 kościół razem z całą tzw. dzielnicą kolonialną został wpisany na listę światowego dziedzictwa UNESCO.